# Dani Arnold

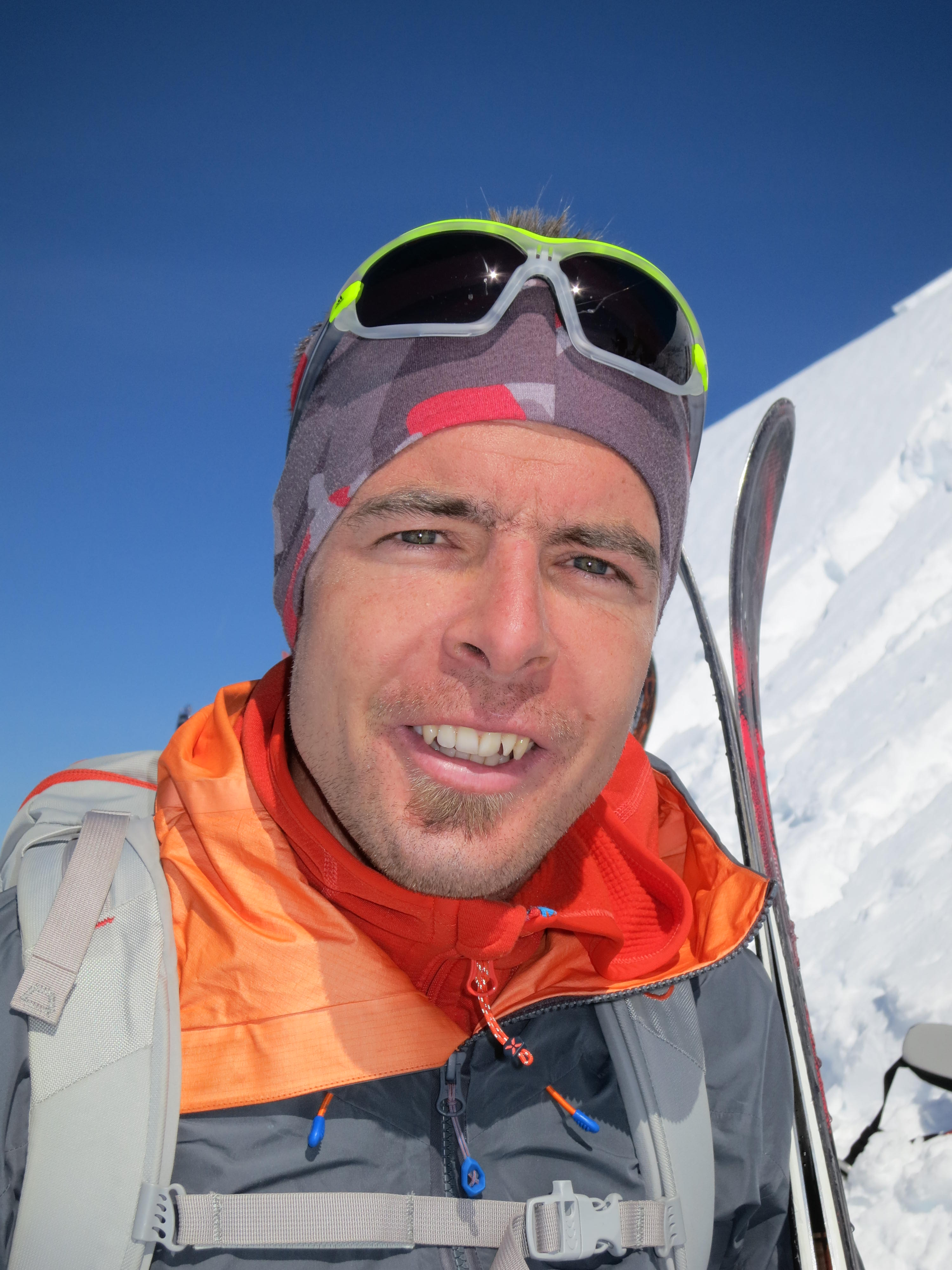
Dani Arnold (2016)

Dani Arnold (* 22. Februar 1984 im Kanton Uri) ist ein Schweizer Extrembergsteiger.

## Leben und Karriere
Dani Arnold wuchs im Kanton Uri auf und entwickelte früh eine Leidenschaft für das Bergsteigen. Er absolvierte erst eine Ausbildung zum Maschinenmechaniker und danach zum Bergführer. Schnell spezialisierte er sich auf das Solo-Klettern und extrem schnelle Begehungen großer Wände. Neben seinen Solo-Projekten ist er auch als professioneller Alpinist für verschiedene Sponsoren tätig und hält Vorträge über seine Expeditionen.
Dani Arnold ist Bergführer, verheiratet, Vater einer Tochter und lebt in Bürglen.

## Speed-Rekorde an den Nordwänden der Alpen
Dani Arnold hält oder hielt mehrere Geschwindigkeitsrekorde an den sechs großen Nordwänden der Alpen:
- Eiger-Nordwand (2011) – Neuer Rekord mit 2 Stunden 28 Minuten über die Heckmair-Route, womit er Ueli Stecks Bestzeit zwischenzeitlich unterbot.[3][4][5]
- Matterhorn-Nordwand (2015) – Schnellste Begehung über die Schmid-Route in 1 Stunde 46 Minuten.[6][7]
- Grandes Jorasses (2018) – Neuer Speed-Rekord über die Walkerpfeiler-Route in 2 Stunden 4 Minuten.[8][9][10]
- Cima Grande di Lavaredo (2019) – Neuer Rekord für die „Comici-Dimai“-Route mit 46 Minuten 30 Sekunden.[11][12]
- Piz Badile (2020) – Solo-Besteigung der Nordwand über die klassische Cassin-Route in 52 Minuten.[13][14]
- Petit Dru (2021) – Schnellste Begehung der Nordwand über die klassische Route in 1 Stunde 43 Minuten.[15][16]

Damit hält er Rekorde an fünf der sechs großen Nordwände der Alpen.

## Weitere bemerkenswerte Touren
- The Hurting (XI, 11) (2012) – Mixedroute am Ben Nevis mit grossem "Ground Fall" Potenzial.[17]
- Crack Baby Speed Rekord (2014) – Crack Baby 360m WI6 in 27min. 13 sek.
- Erste Wiederholung von "Anubis" (XII, 12) in Schottland (2016) – erste Wiederholung der Mixedroute "Anubis" am Ben Nevis, zum Zeitpunkt der Wiederholung die schwerste Mixedroute in UK[18]
- Free Solo Begehungen von Beta Block Super WI7 in 1h-03min (2017) – Erste und bis heute einzige Free Solo Begehungen der Eisroute Beta Block Super an der Breitwangfluh[19]
- Ritter der Kokosnuss M12 (2017) – Mixedklettern der Route "Ritter der Kokosnuss" M12 in der Breitwangfluh[20]
- Erstbegehung "Schweizernase" in der Matterhorn-Nordwand (2017)[21]
- Erstbegehung Uristier (WI6+/M8) Schöllenen (2019)[22]
- Salbitschijen Solo Speed Rekord (2023) – Neuer Rekord mit 9 Stunden, 36 Minuten und 55 Sekunden für West-, Süd- und Ostgrat[23]

## Expeditionen und Erstbegehungen
Neben seinen Rekorden in den Alpen führte Dani Arnold zahlreiche Expeditionen und Erstbegehungen durch. Zu seinen bemerkenswerten Leistungen gehören:
- Patagonien (2010) 1. Winterbegehung des Torre Egger[24]
- Patagonien (2013) Cerro Torre im Winter – Erfolgreiche Winterbegehung des Cerro Torre[25]
- Alaska (2016) – Erstbegehung der „Bird of Prey“ in den Mooses Tooth Towers.[26]
- Kanada (2019) Power Shrimps Helmcken Falls – Erstbegehung der extremen Eisroute an den 140m hohen Helmcken Falls.[27][28]
- Pakistan (2019) Broad Peak 8051m – Expedition zum 8051m hohen Broad Peak.[29]
- Russland (2020) Expedition zum Baikalsee im Winter – 10 Erstbegehungen zwischen WI5 und M8 über dem gefrorenen Baikalsee[30]
- Island (2022) Eisexpedition – Eis- und Mixedklettern in Island.[31]

Er ist bekannt für seinen schnellen und minimalistischen Stil, oft in extrem anspruchsvollen Bedingungen.

## Auszeichnungen
- Paul-Preuss-Preis 2024[32]

## Dokumentationen
- Matthias Affolter: Berge im Kopf. Filmformat, 2014, 93 min.[33]
- Netflix: Duell am Abgrund. Filmformat, 2023, 90 min.[34]
- NDR: Kletterer Dani Arnold – Free Solo-Rekorde an den Nordwänden. Dokumentation, 2024, 30min.[35]

## Publikationen
- Warum das alles? Rekorde & Reflexionen von Extremalpinist Dani Arnold. 2018.
- 9:39 Nord – Solo durch die grossen Nordwände der Alpen. Uli Auffermann & Dani Arnold 2022.
- WIE nicht WAS – Reflections by Dani Arnold 2023.[36]
- Anti Gravity – Thomas Monsorno & Dani Arnold 2024.

Zudem wurden seine Leistungen in Magazinen wie Alpin, Bergsteiger und National Geographic ausführlich dokumentiert.

## Vorträge
Vorträge umfassen einen wesentlichen Teil von Dani Arnolds Tätigkeit als professioneller Alpinist. Beispiele sind:
- TEDx Talks (2025): Dani Arnold: Why challenge is my ultimate goal[37]
- Dani Arnold am WEF (World Economic Forum) (2023)[38]